# スタディオ・アルベルト・ピッコ
スタディオ・アルベルト・ピッコ（Stadio Alberto Picco）は、イタリア・リグーリア州ラ・スペツィアにあるサッカースタジアム。スペツィア・カルチョがホームスタジアムとしている。収容人数は11,500人。

## 概要
スタジアムの名称は、スペツィアの元選手で第1次世界大戦で亡くなったアルベルト・ピッコに由来している。